# Bertram C. Brookes
Bertram Claude Brookes (7 de febrer de 1910 - 10 de juny de 1991, Londres) fou un estadístic i gestor d'informació britànic.
Després de treballar per a la Royal Air Force durant la Segona Guerra Mundial, Bertram C. Brokes entrà a treballar al University College London (UCL). Fins al 1968 va ser professor al Department of Electrical Engineering de la UCL, i els seus interessos se centraren en l'estadística i la informació científica. El 1951 publicà, juntament amb W.F.L. Dick, un llibre de text clau sobre els mètodes matemàtics i estadístics.
Des de 1966 fins a la seva jubilació, el 1977, fou professor al School of Librarianship and Archives de l'UCL. Després fou professor visitant a la University of Western Ontario, i des de 1984 fins a la seva mort, el 1991, ho seria a la City University London.
El 1968 publicà diferents articles sobre la Llei de Bradford que tindrien força importància a l'hora d'obrir noves vies en l'estudi de les distribucions bibliomètriques. També feu altres contribucions significatives en els àmbits de la recuperació de la informació, l'envelliment de la literatura científica, el fonaments de la ciencia de la informació i els seus aspectes filosòfics. Per tot plegat és considerat com un dels fundadors de la informetria
El 1989 va rebre la medalla Derek de Solla Price.

## Obres sobre la Llei de Bradford (selecció)
- The derivation and application of the Bradford-Zipf distribution, Journal of Documentation, vol. 24 (1968) num. 4, pàg. 247-265
- Theory of the Bradford law, Journal of Documentation, vol. 33 (1968) num. 3, pàg. 180-209
- Bradford's law and the bibliography of science, Nature, vol.. 224 (1968) pàg. 953-956